# Học viện Hải quân Hoa Kỳ
Học viện Hải quân Hoa Kỳ (USNA) tọa lạc tại thành phố Annapolis, Maryland, gần Washington D.C. là một học viện đào tạo các sĩ quan cho lực lượng Hải quân Hoa Kỳ và Thủy quân Lục chiến Hoa Kỳ. Quy trình chọn lọc và đào các học viên trong trường cũng tương tự như Học viện Không lực Hoa Kỳ và Học viện Quân sự West Point Hoa Kỳ.
Các học viên trong trường sau khi tốt nghiệp được phong quân hàm Thiếu úy trong lực lượng Hải quân Hoa Kỳ hoặc Thiếu úy trong lực lượng Thủy quân Lục chiến Hoa Kỳ và phải phục vụ trong quân đội ít nhất là 5 năm sau khi tốt nghiệp. Các học viên nước ngoài đào tạo tại trường sẽ được phong quân hàm theo nước của họ. Từ năm 1959, sau khi tốt nghiệp có thể được yêu cầu làm nhiệm vụ ở một nhánh khác như Lục quân, Không lực hay Tuần duyên để họ có khả năng thích nghi được các nhiệm vụ. Mỗi năm một số lượng nhỏ trong số học viên đã tốt nghiệp phải làm ở nhánh khác, thông thường theo nguyên tắc "một đổi một" giữa các trường của các nhánh.

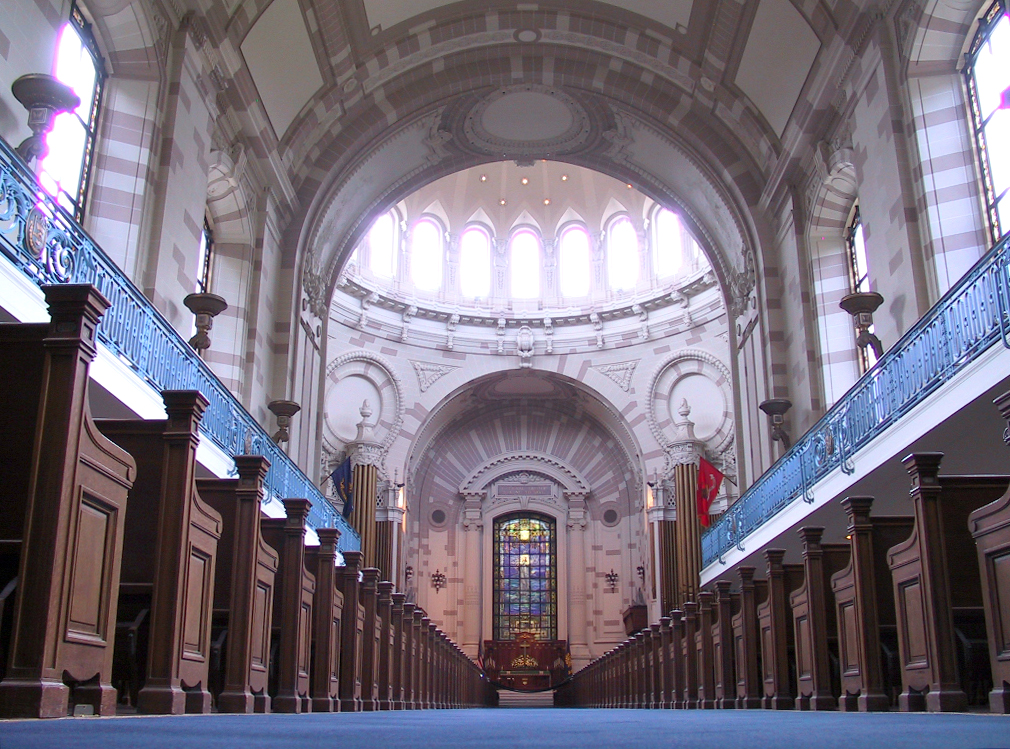
Phía trong khu nhà ở của học viên

## Các nội dung đào tạo

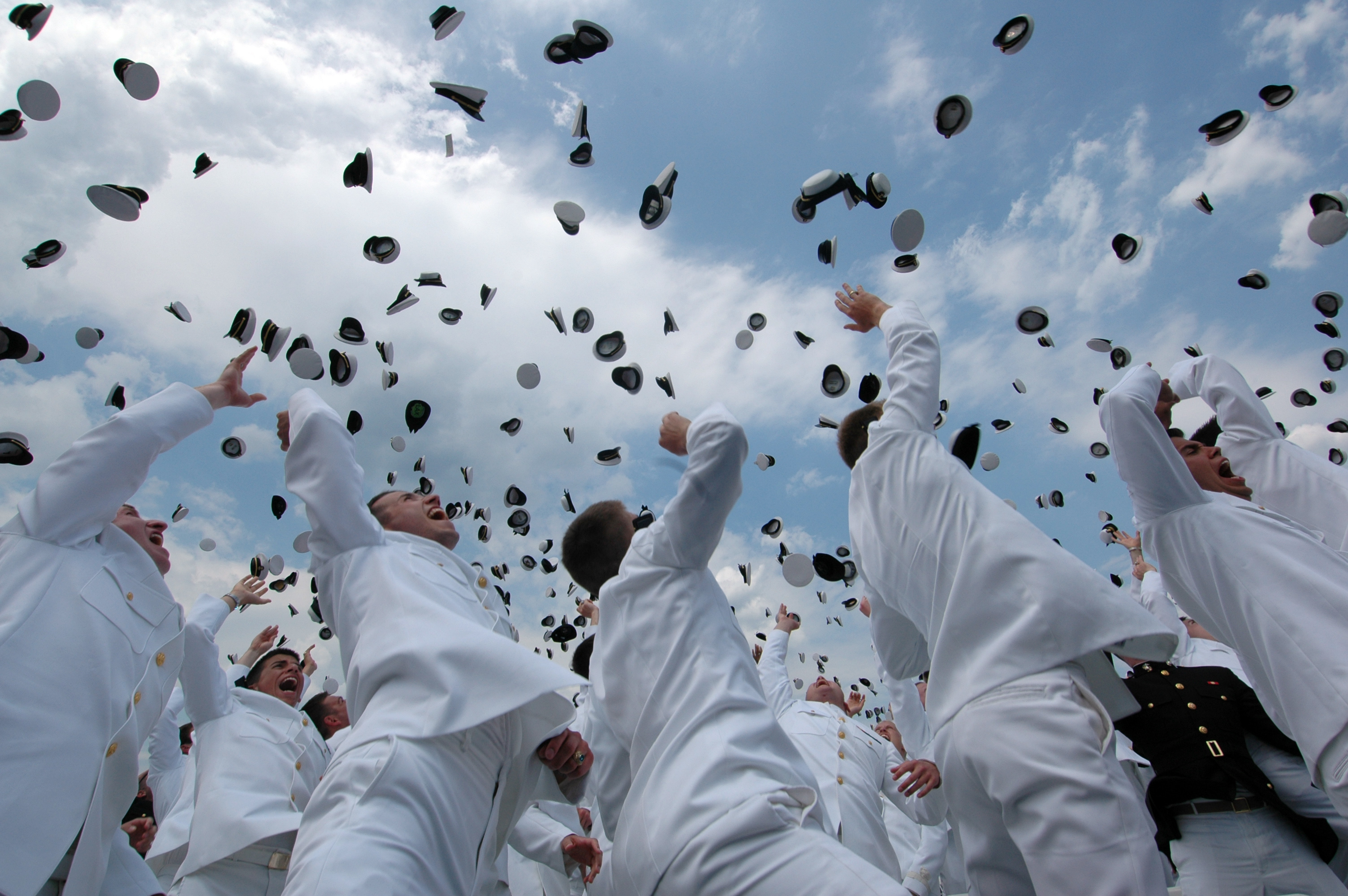
Truyền thống quăng mũ tại buổi lễ tốt nghiệp

1. Kỹ thuật Hàng không vũ trụ
2. Tiếng Ả rập
3. Hóa học
4. Tiếng Trung Quốc
5. Tin học
6. Kinh tế học
7. Kỹ thuật Điện
8. Tiếng Anh và Văn học
9. Công tác Kỹ thuật
10. Khoa học tự nhiên
11. Lịch sử
12. Công nghệ thông tin
13. Toán học
14. Kỹ thuật Chế tạo
15. Kỹ thuật Đóng tàu
16. Kỹ thuật Biển
17. Hải dương học
18. Vật lý học
19. Chính trị học
20. Kinh tế lượng
21. Kỹ thuật hệ thống

## Những người nổi tiếng từng theo học

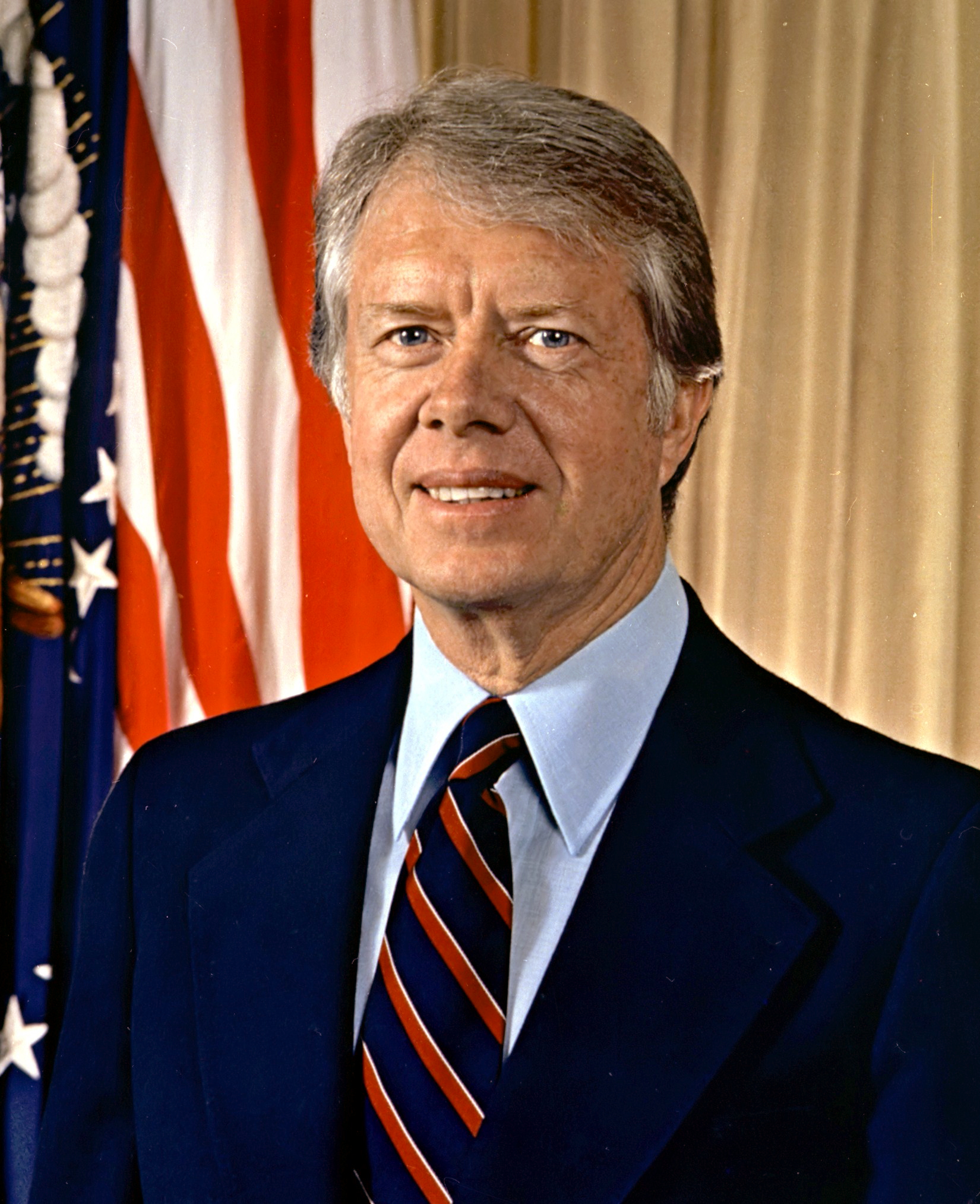
Jimmy Carter
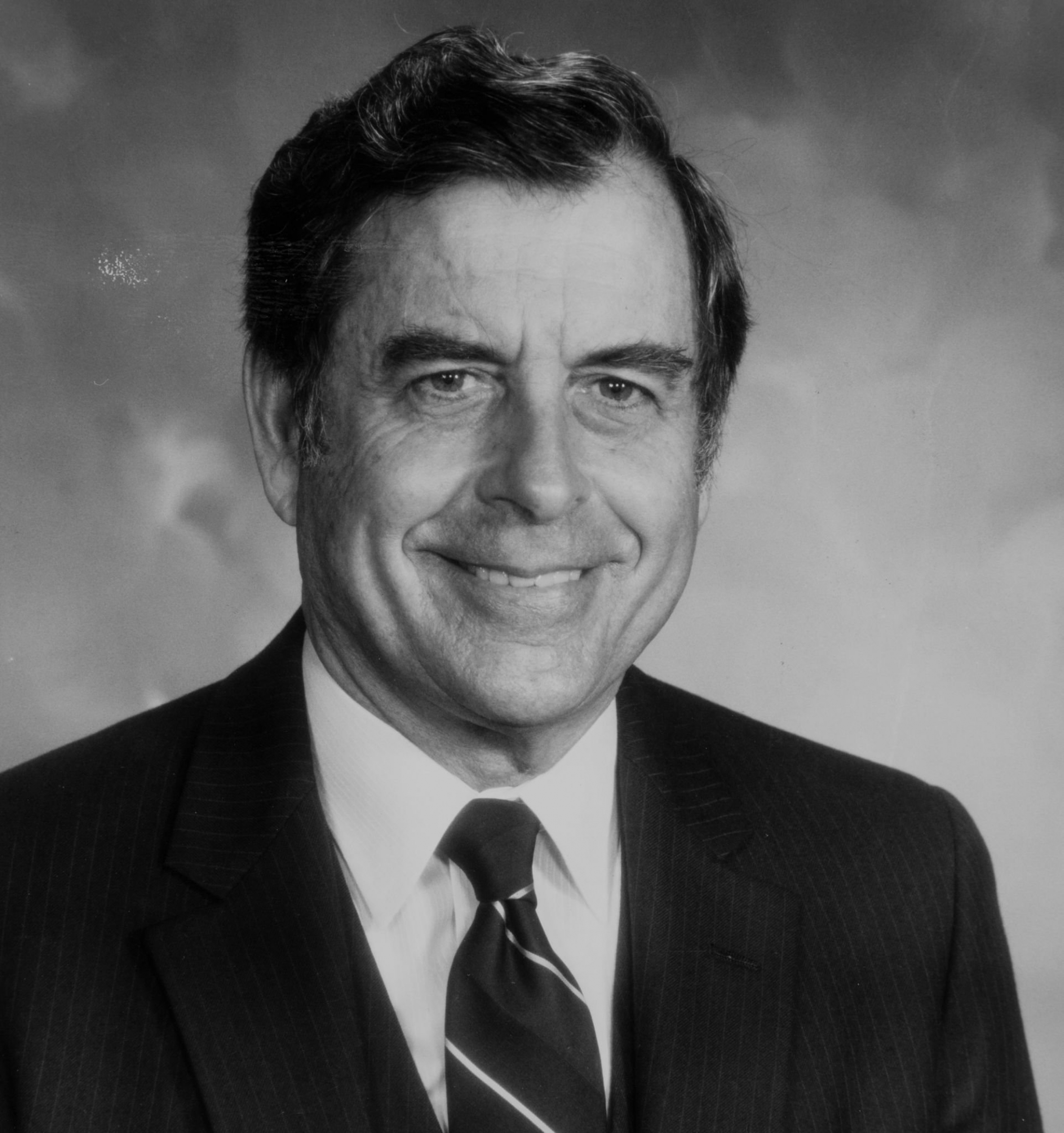
Jeremiah Denton
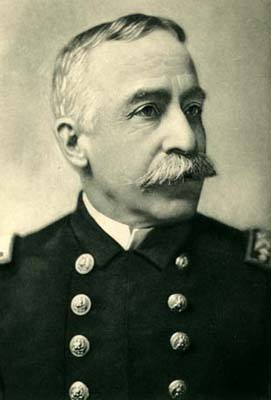
George Dewey
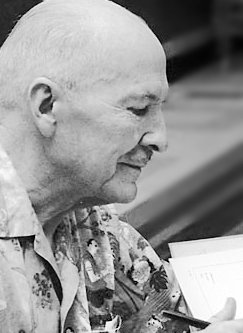
Robert Heinlein
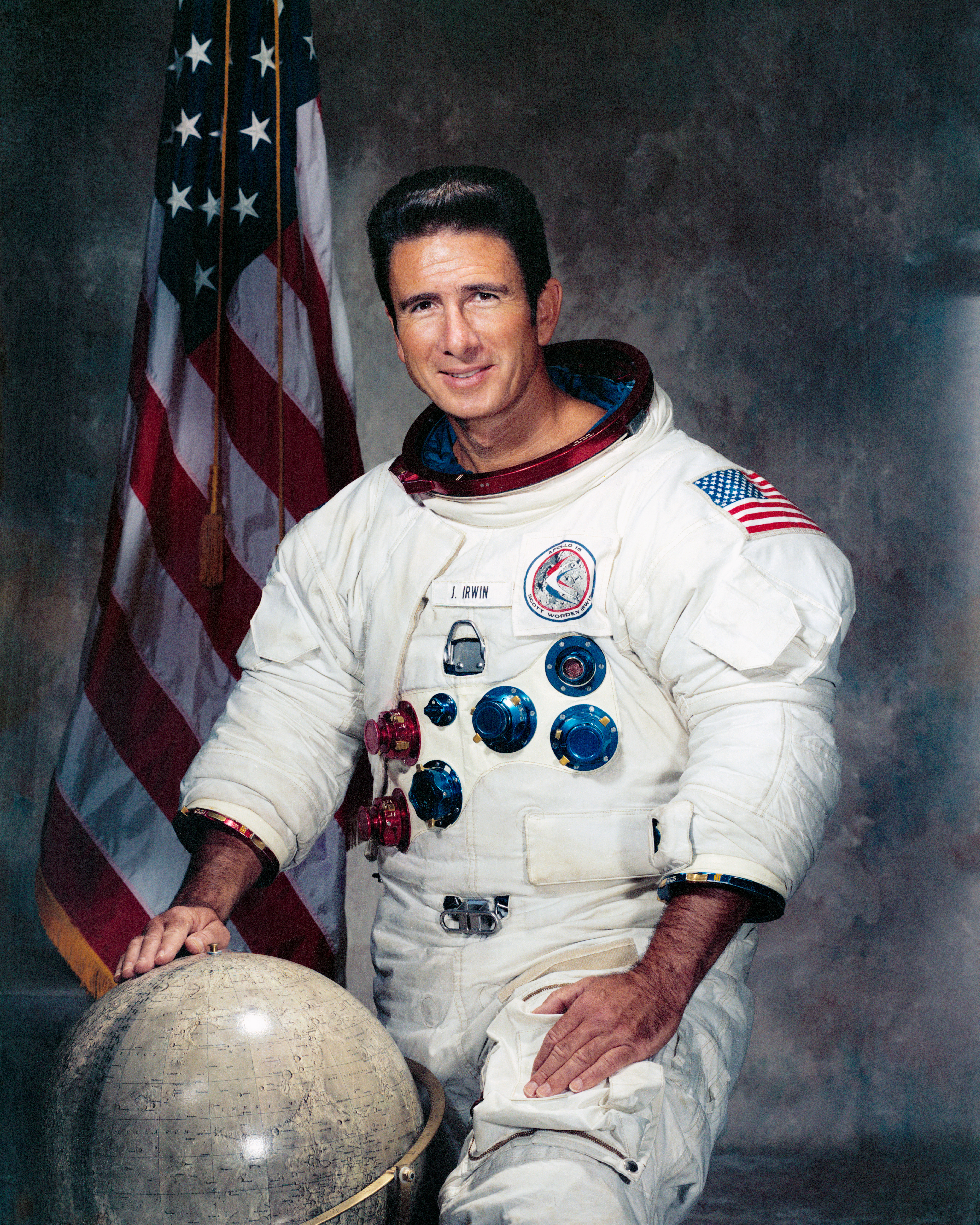
James Irwin
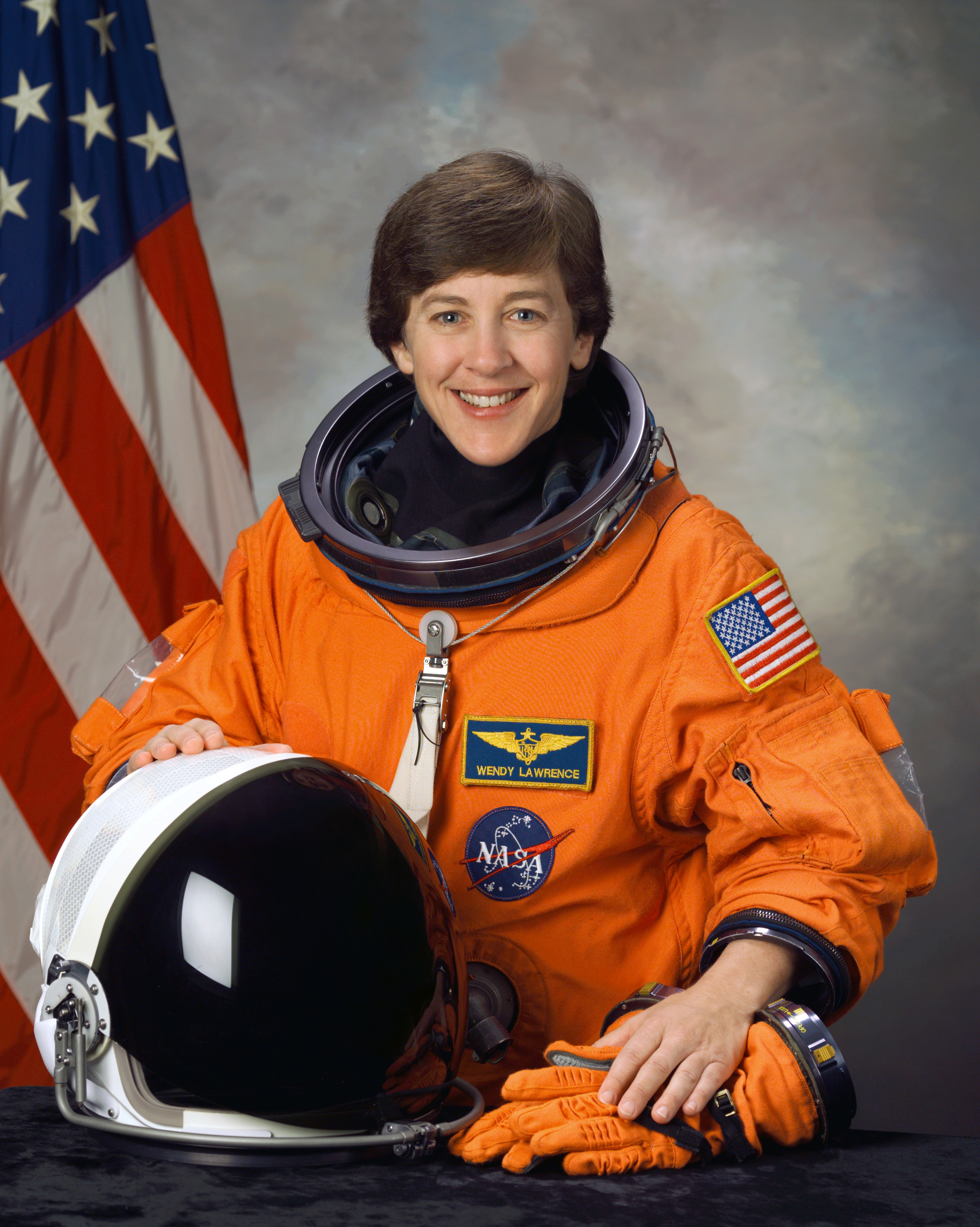
Wendy B. Lawrence
William D. Leahy
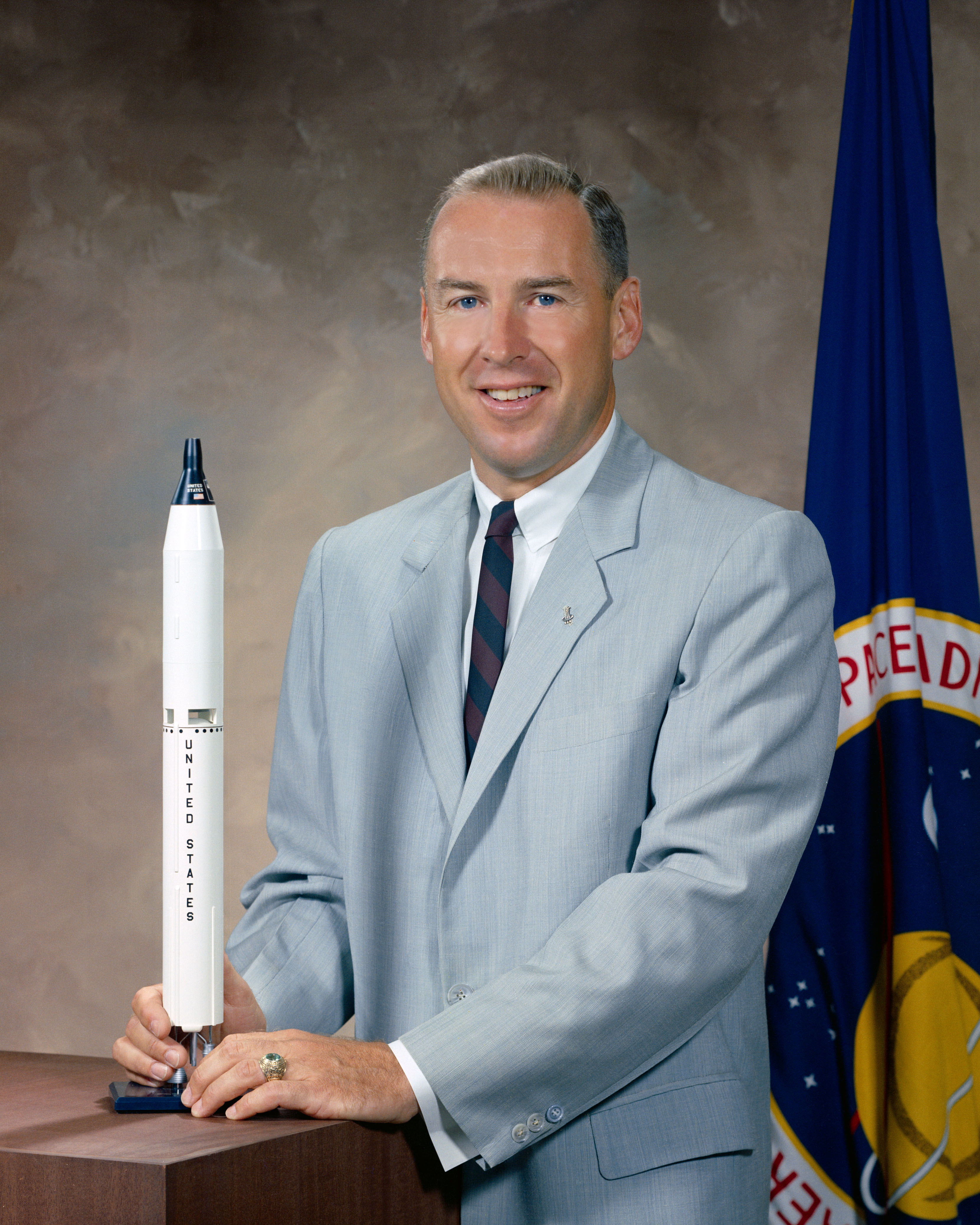
Jim Lovell
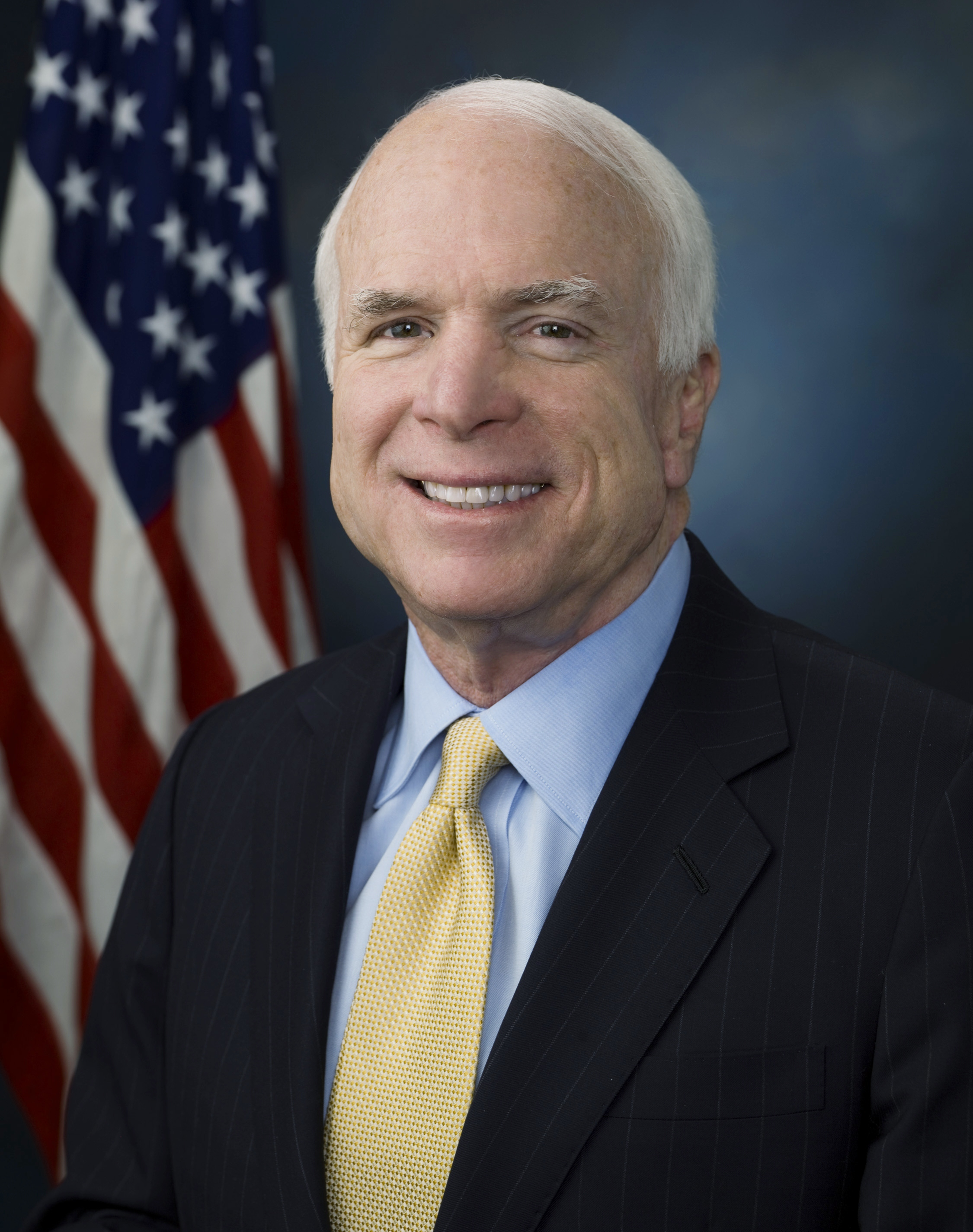
John McCain
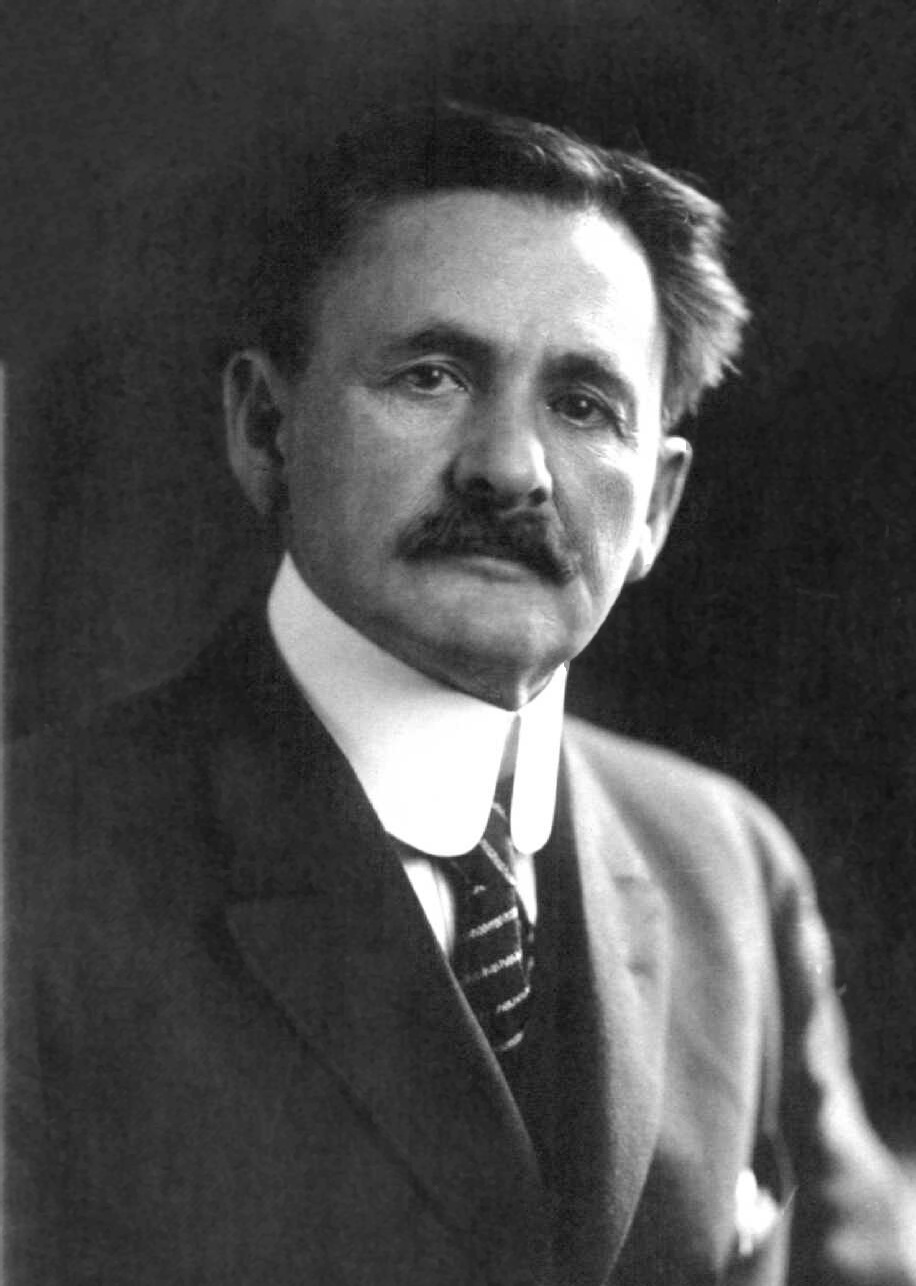
Albert A. Michelson
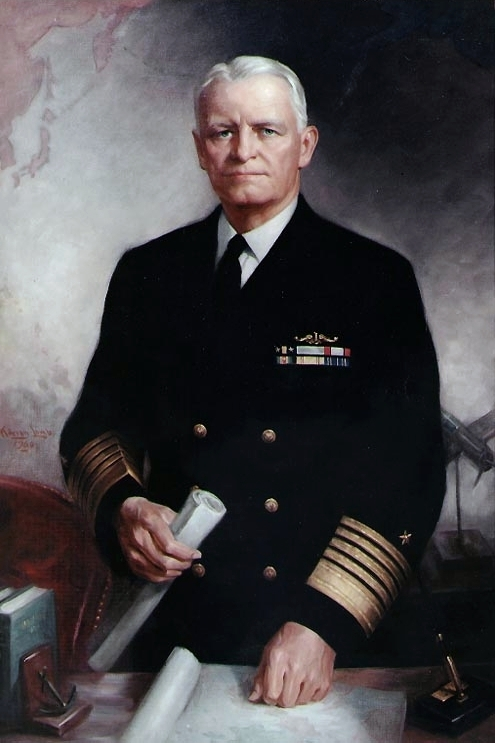
Chester Nimitz
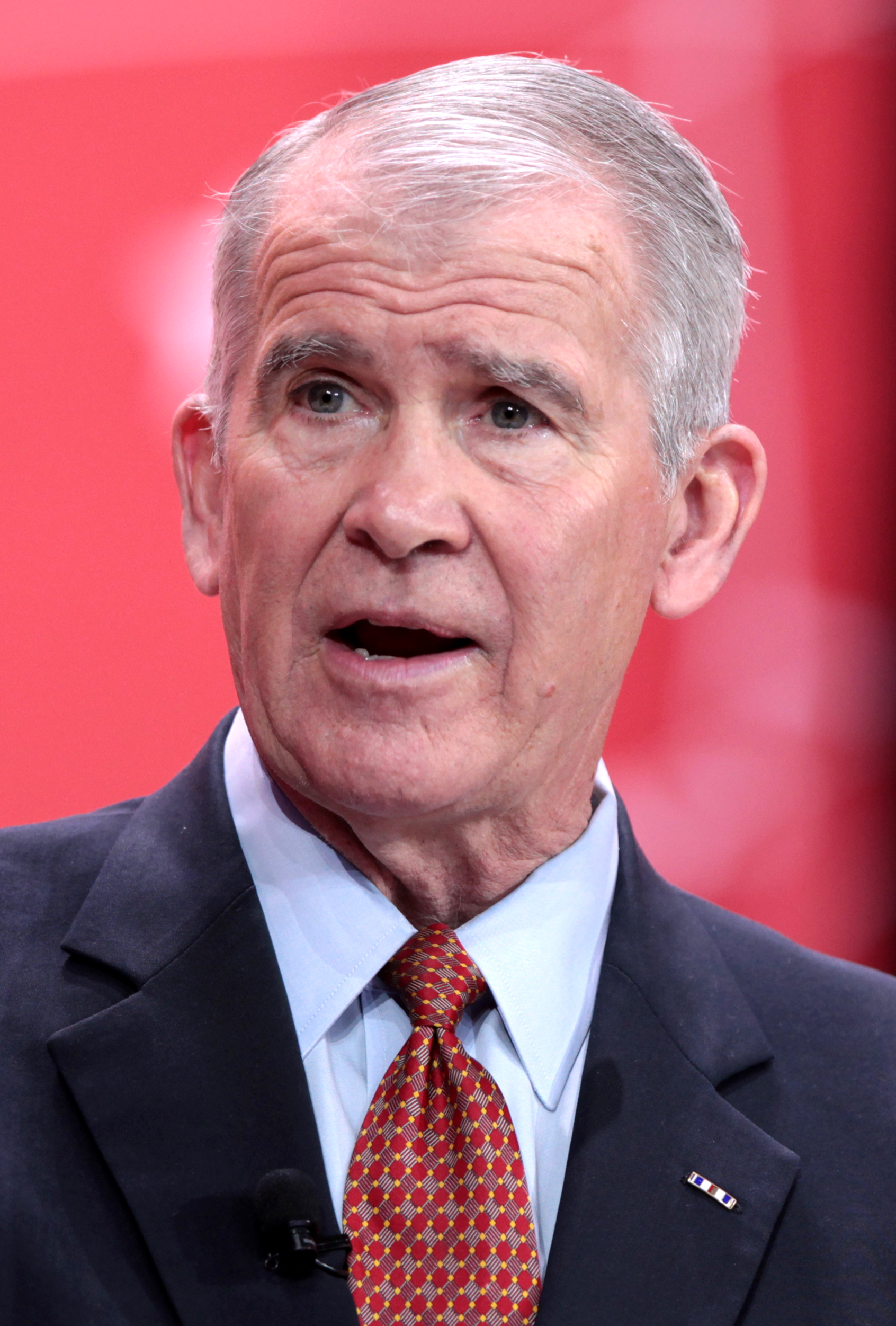
Oliver North
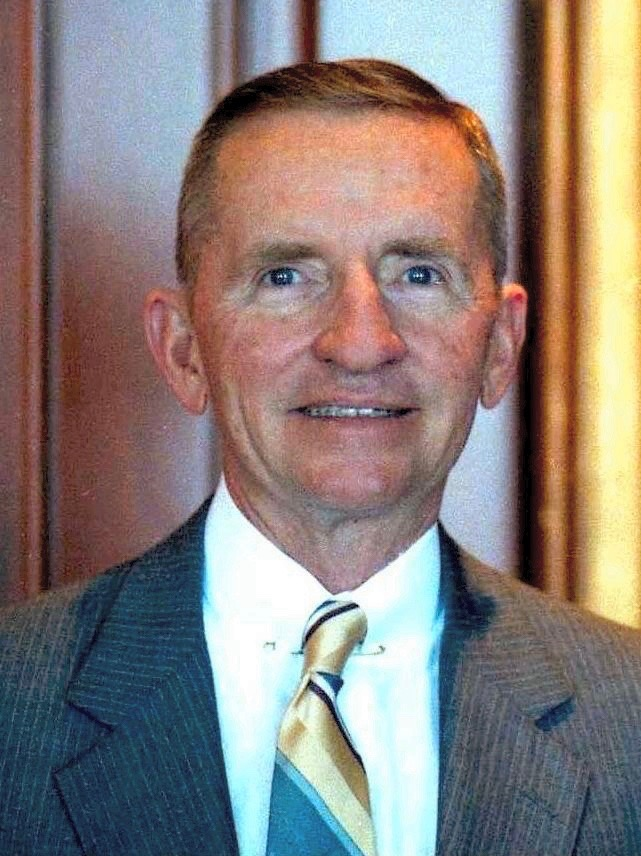
Ross Perot
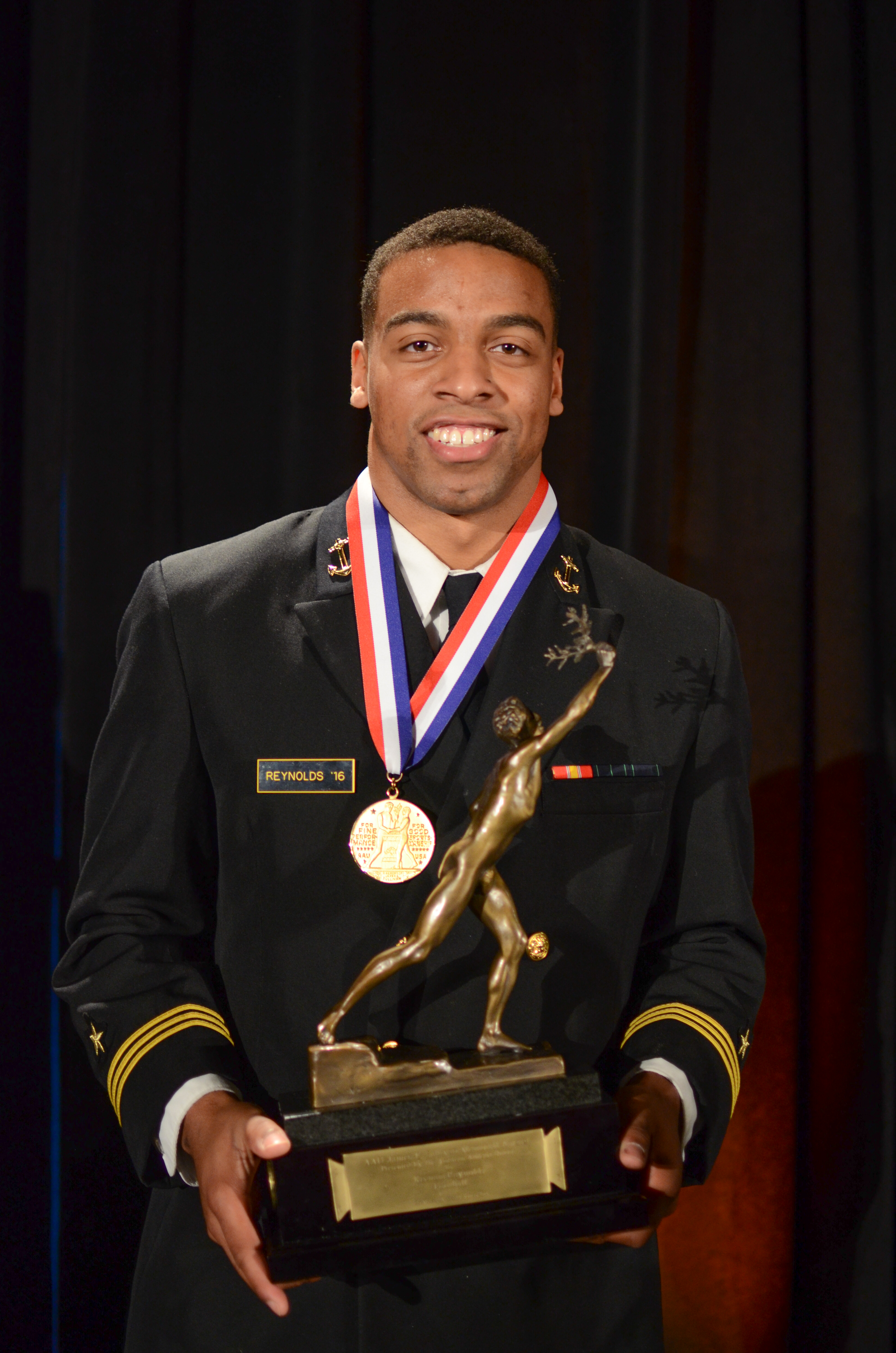
Keenan Reynolds
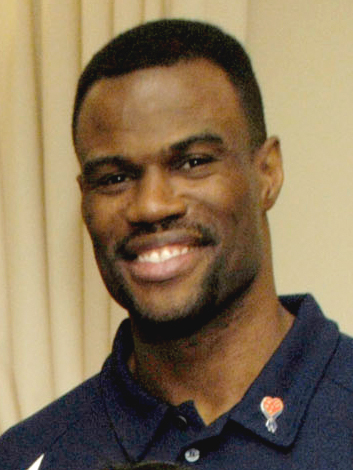
David Robinson
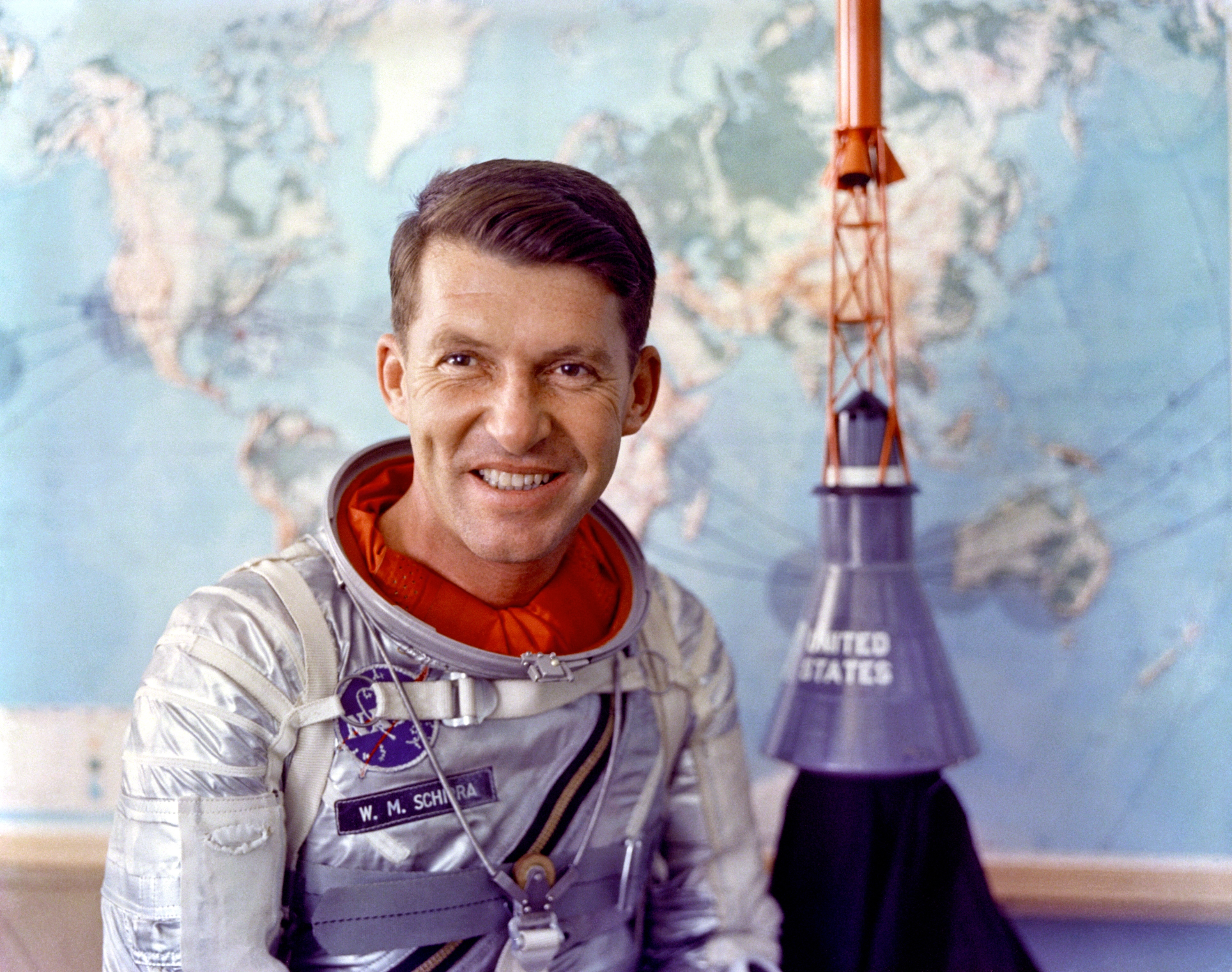
Wally Schirra
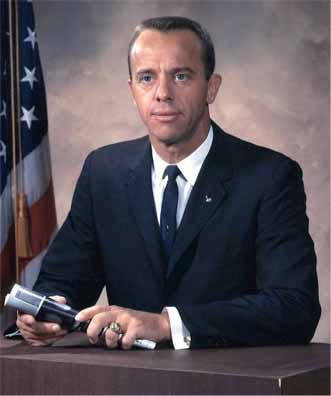
Alan Shepard
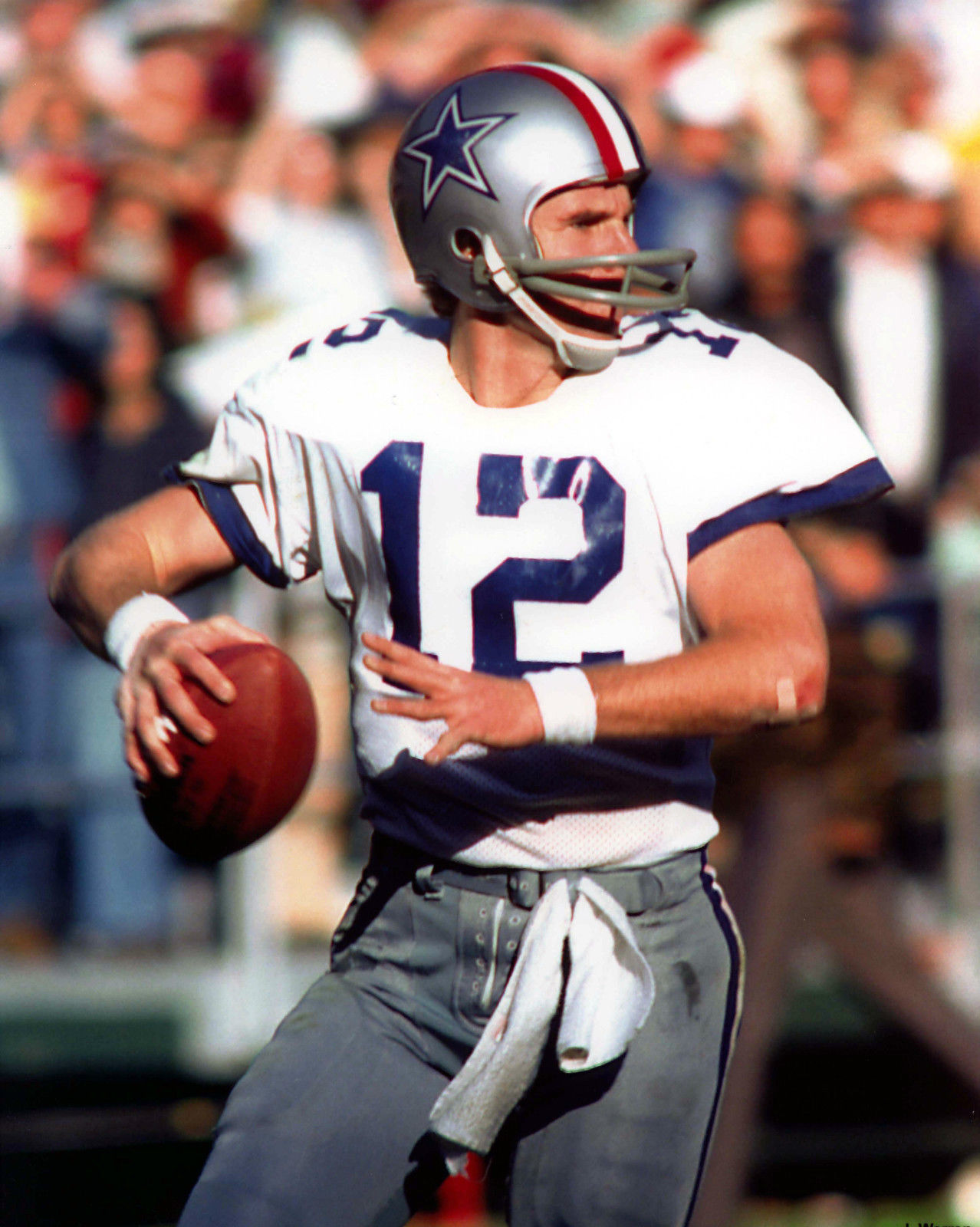
Roger Staubach
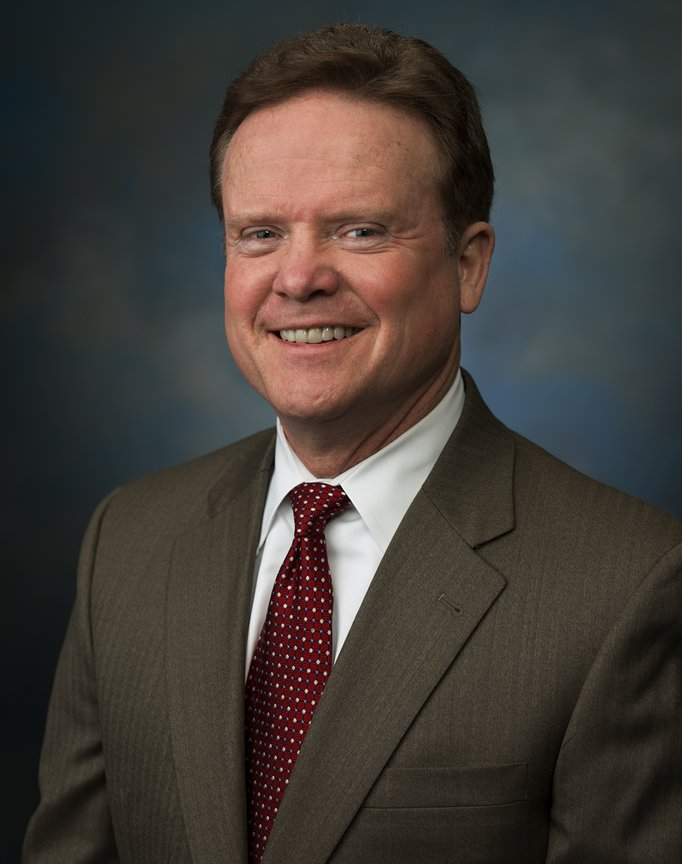
Jim Webb
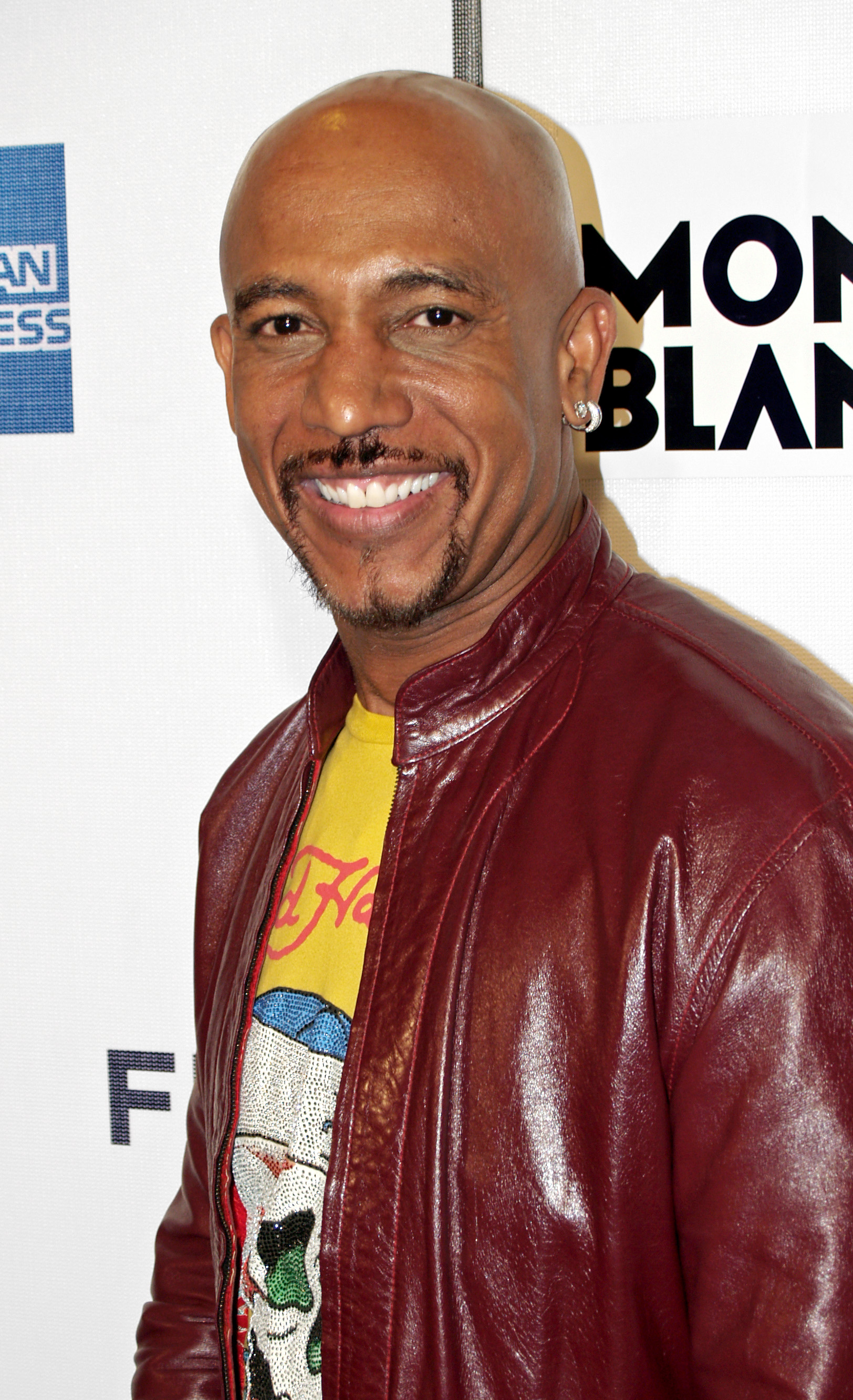
Montel Williams